# DBpedia
DBpedia — краудсорсинговый проект, направленный на извлечение структурированной информации из данных, созданных в рамках проекта Википедия и публикации её в виде доступных под свободной лицензией наборов данных. Проект был отмечен Тимом Бернерсом-Ли как один из наиболее известных примеров реализации концепции связанных данных.
Проект был начат группой добровольцев из Свободного университета Берлина и Лейпцигского университета, в сотрудничестве с фирмой OpenLink Software, первый набор данных опубликован в 2007 году. С 2012 года активным участником проекта является Университет Мангейма.

## Базы данных
По состоянию на апрель 2016 года базы данных DBpedia описывают более 6 миллионов понятий, из которых 5,2 миллионов классифицированы в соответствии с онтологией, в том числе 1,5 миллион персоналий, 810 тысяч географических объектов, 135 тысяч музыкальных альбомов, 106 тысяч фильмов, 20 тысяч видеоигр, 275 тысяч организаций, 201 тысяч таксонов и 5 тысяч заболеваний. DBpedia содержит 38 миллионов меток и аннотаций на 125 языках; 25,2 миллионов ссылок на изображения и 29,8 миллионов ссылок на внешние веб-страницы; 50 миллионов внешних ссылок на другие базы данных RDF-формата, 80,9 миллионов категорий Википедии.
Проект использует Resource Description Framework (RDF) для представления извлечённой информации, на сентябрь 2014 года базы состоят из более чем 9,5 миллиардов RDF-троек, из которых 1,3 миллиард взят из Английской Википедии и 5,0 миллиардов извлечены из разделов на других языках.
Одна из проблем при извлечении информации из Википедии состоит в том, что одни и те же понятия могут быть выражены в шаблонах разными способами, например, понятие «место рождения» может быть сформулировано в английском языке как «birthplace» и как «placeofbirth». Из-за этой неоднозначности запрос проходит по обоим вариантам для получения более достоверного результата. Для облегчения поиска при сокращении количества синонимов был разработан специальный язык — DBpedia Mapping Language, а у пользователей DBpedia появилась возможность повышать качество извлечения данных с помощью сервиса Mapping.

## Пример
DBpedia извлекает фактическую информацию со страниц Википедии, позволяя пользователям найти ответы на вопросы в ситуациях, когда требуемая информация находится в нескольких различных статьях Википедии. Например, чтобы найти все работы иллюстратора манги Tokyo Mew Mew, возможно выполнить следующий SPARQL-запрос:
```
 
PREFIX
 
dbprop
:
 
<
http
:
//
dbpedia
.
org
/
property
/>

 
PREFIX
 
db
:
 
<
http
:
//
dbpedia
.
org
/
resource
/>

 
SELECT
 
?
who
 
?
work
 
?
genre
 
WHERE
 
{
 

  
db
:
Tokyo_Mew_Mew
 
dbprop
:
illustrator
 
?
who
 
.

  
?
work
  
dbprop
:
author
 
?
who
 
.

  
OPTIONAL
 
{
 
?
work
 
dbprop
:
genre
 
?
genre
 
}
 
.

 
}

```